# Будівля Державного банку (Харків)
Будівля Державного банку в Харкові — історична будівля у центрі Харкова у в стилі флорентійського ренесансу. Пам'ятка архітектури місцевого значення № 78. Знаходиться за адресою площа Театральна, 1.

## Історія
Збудована як двоповоерхова будівля в 1897—1900 роках для відділення Державного банку Російської імперії. Проєкт будівлі створив петербурзький архітектор і інженер Роман Голенищев. Фасад будівлі декоровано крупним рустом, на першому та четвертому поверхах вікна прямокутні, а на другому та третьому аркові. Вхідна група декорована пілястрами, на другому поверсі був невеликий балкон. Над другим поверхом розташовувалась балюстрада і картуш зі щитом. Четвертий поверх прикрашений балюстрадою та пілястрами, над входом великі вікна і напис «Державний банк».
З 1923 року у будівлі містився Державний банк СРСР. У 1932 році за проєктом академіка архітектури Олексія Бекетова та архітектора Володимира Петі було надбудовано два поверхи зі збереженням загального стилю споруди. При будівництві нових поверхів вперше було застосовано метод нарощування стен під кришею, яку піднімали домкратами під час кладки.
З 1991 року в будівлі міститься Харківське Управління Національного банку України.

## Галерея

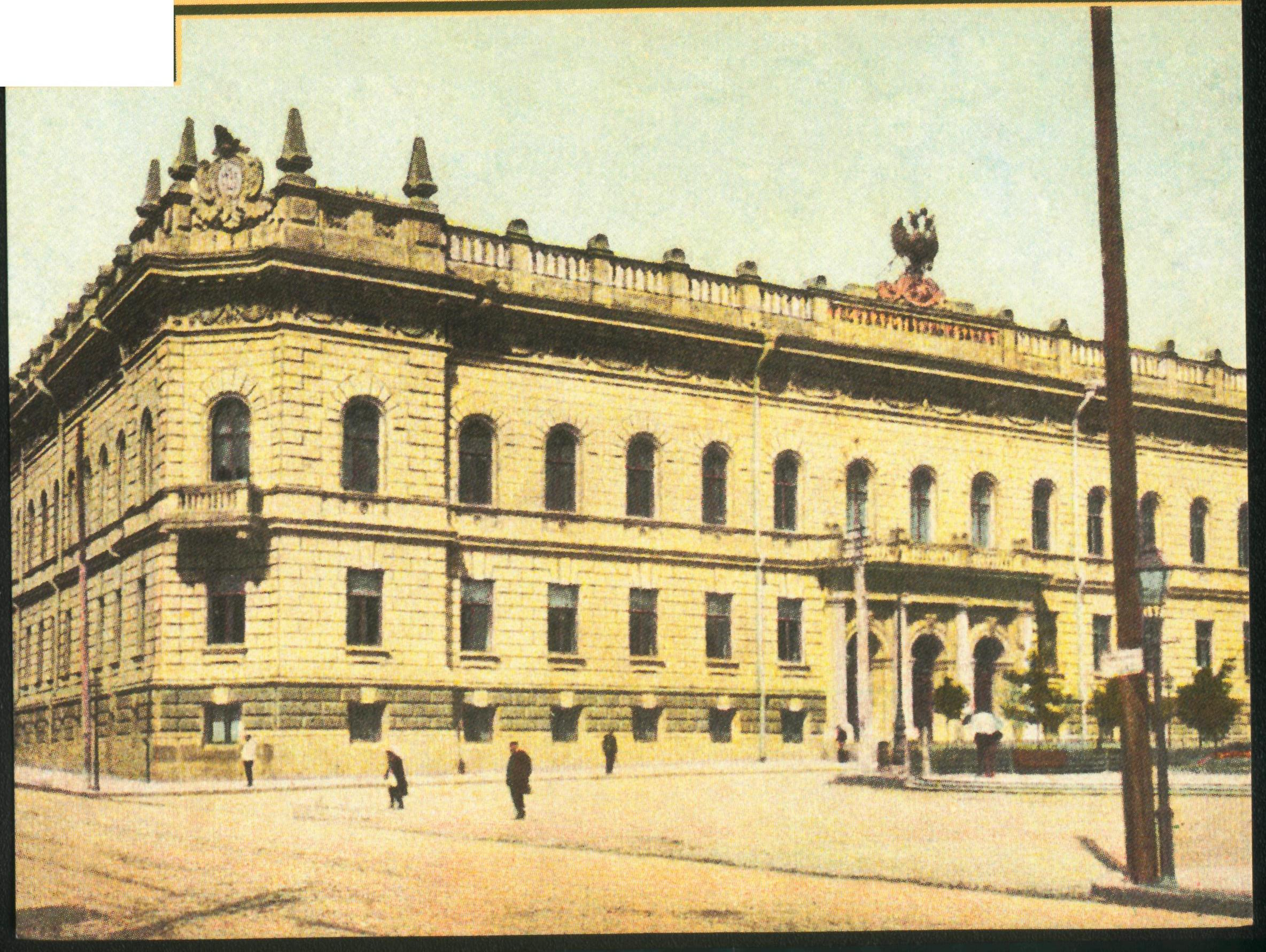
Будівля державного банку на початку XX століття
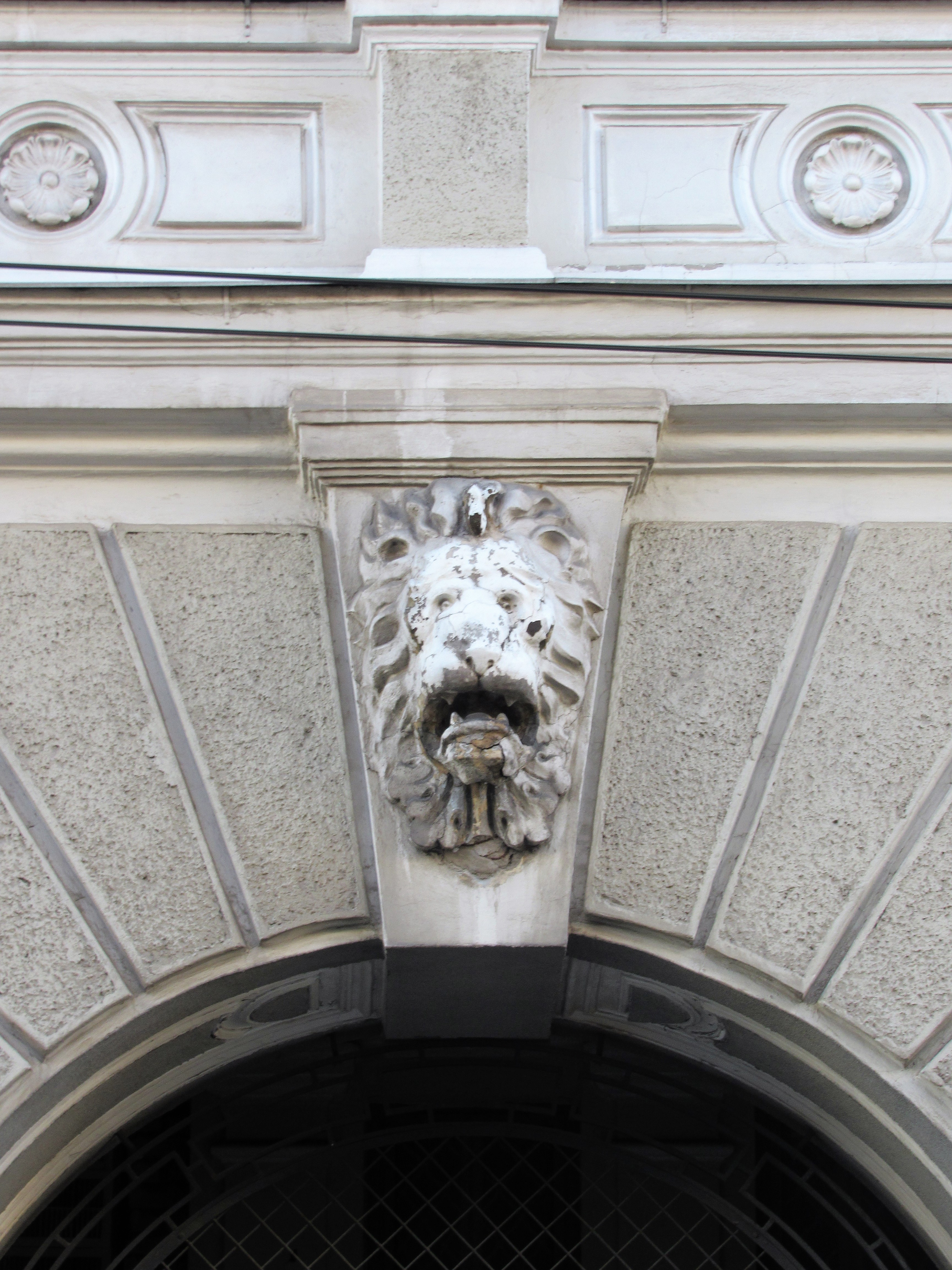
Голова лева над воротами
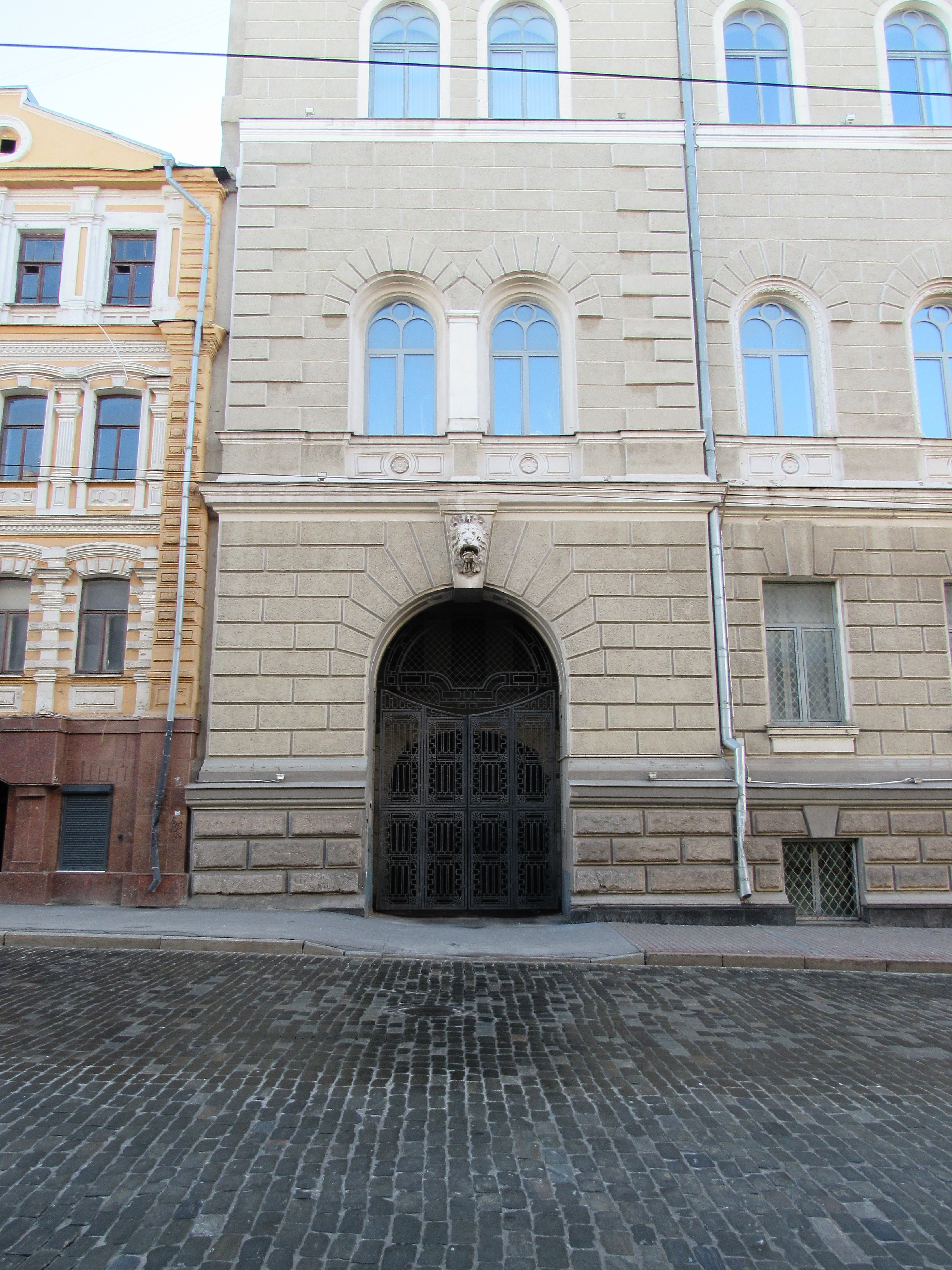
Ворота
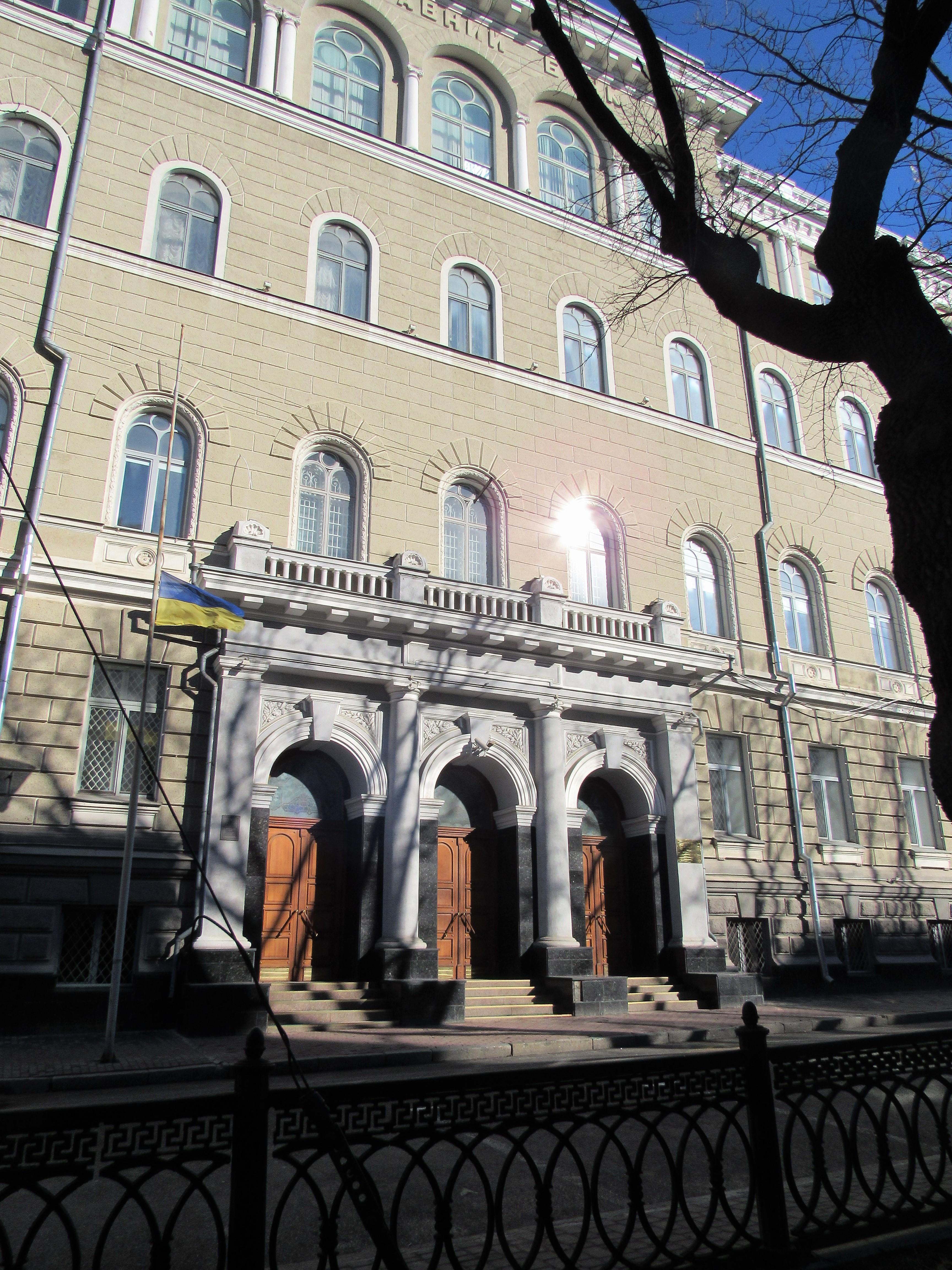
Центральний вхід
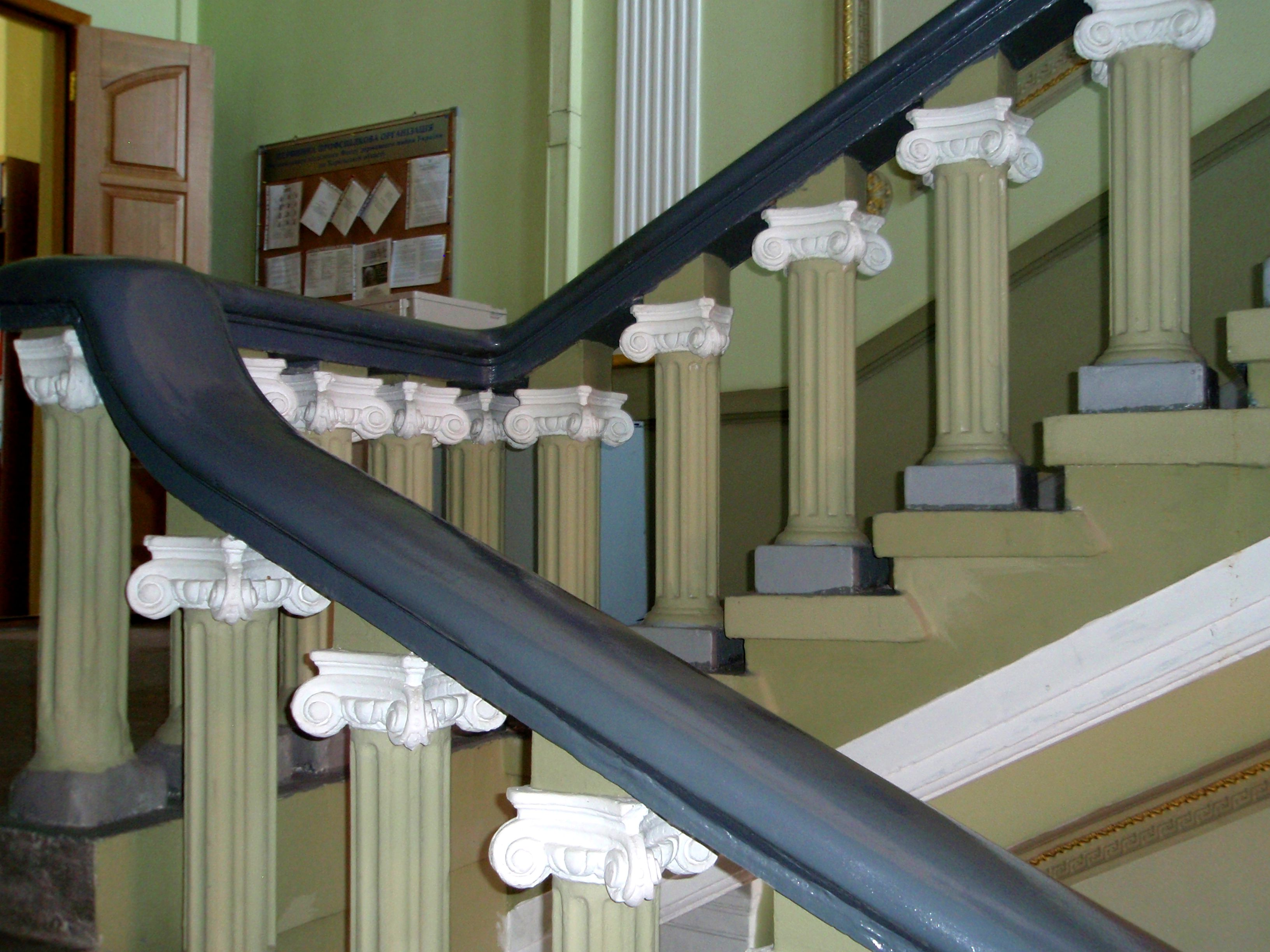
Сходи всередині
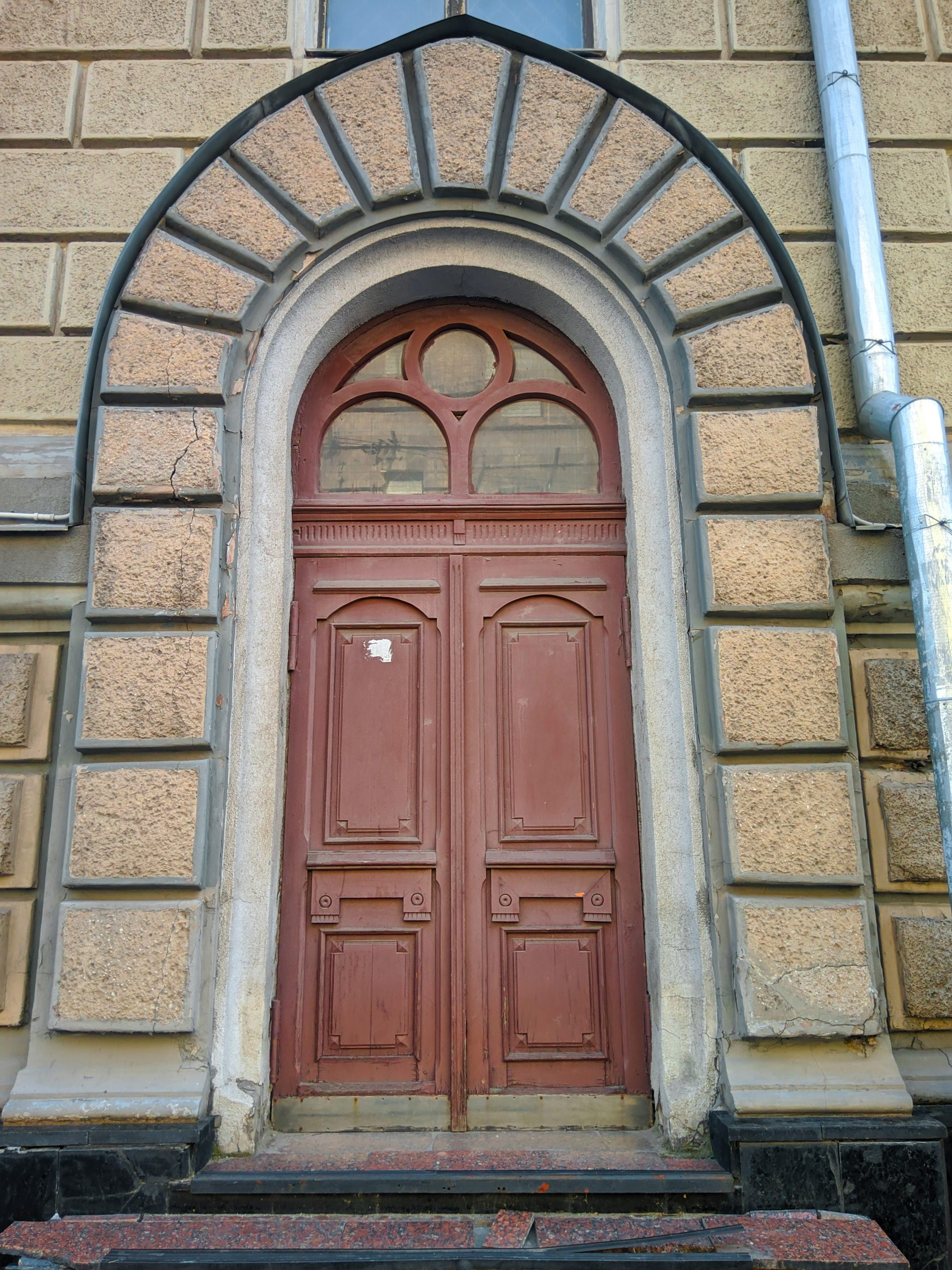
Двері будівлі Державного банку зі сторони Сумської